# Ivánka Csaba
Ivánka Csaba (Budapest, 1948. április 17. – Budapest, 1996. június 4.) Jászai Mari-díjas magyar színész, rendező.

## Élete
A Színház- és Filmművészeti Főiskola színész szakát 1973-ban Vámos László osztályában végezte el. A színházrendező szakon Ádám Ottó tanítványa volt, ahol 1987-ben fejezte be tanulmányait.
Pályáját a Bartók Színházban kezdte, majd 1974–1981 között a szolnoki Szigligeti Színház társulatának tagja. 1982-től 1996. június 4-én bekövetkezett haláláig a Nemzeti Színház színész-rendezője volt. 
Vendégművészként a Radnóti Színpadon, az Arany János Színházban, a Veszprémi Petőfi Színházban, a Katona József Színházban és a Madách Színházban játszott és rendezett.
Sarkadi Imre, Szörényi Levente és Bródy János mellett társszerzője a Kőműves Kelemen című rockballadának, s hagyatékban maradt Nagy Árpáddal ÓCEÁN – A Magellán story címmel írt rockoperája.
Testvére: Ivánka Mária, sakkozó, nemzetközi nagymester, kilencszeres magyar bajnok. 
Felesége Bartos Zsóka, az Egyetemi Színpad, a Katona József Színház, a Nemzeti Színház, végül a Magyar Színház művészeti munkatársa. Gyermekei: Ivánka Zsófia (1975) és Ivánka Vince (1977).

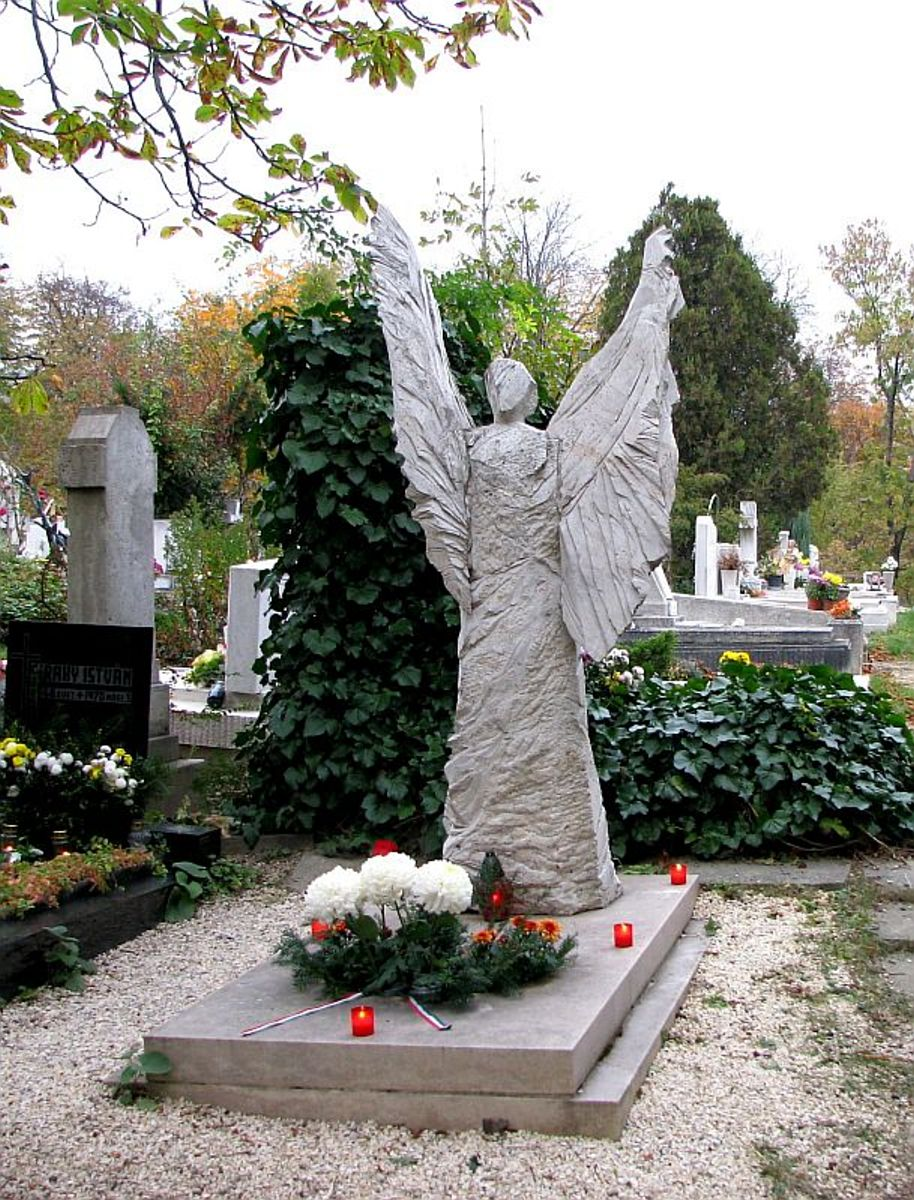
Sírja a Farkasréti temetőben (20/II-1-646). Alkotó: Pusztai Ágoston szobrász, 1998.

A Színházi adattárban regisztrált bemutatóinak száma: Színész-70; rendező-14; szerző:-6; ugyanitt huszonegy színházi felvételen is látható.

## Főbb szerepei
- Hlesztakov, Gogol: A revizor
- Lipitlotty, Csokonai: Karnyóné
- Szellemfi, Szigligeti: Liliomfi
- Valentin, Shakespeare: A két veronai
- Lothar gróf, Oscar Straus: Varázskeringő
- Lucentio, Shakespeare: A makrancos hölgy
- Orin, O'Neil: Amerikai Elektra
- Vojnyicev, Csehov: Platonov
- Lucifer, Madách: Az ember tragédiája
- Ulysses, Shakespeare: Troilus és Cressida
- Candide, Voltaire: Candide – prózai és musical változatban is
- Énekes, Kertész Ákos: Huszonegy
- Göncöl Pál, Kertész Ákos: Családi ház manzárddal
- Ádám-Jézus, Balogh-Kerényi: Csíksomlyói passió
- Péter, Shakespeare: Romeo és Júlia
- Csubakov, Gogol: Háztűznéző
- Bíró, Ben Jonson: Volpone
- Valér, Hubay Miklós: Tüzet viszek
- Tudós, Madách: Az ember tragédiája
- 8. esküdt, Reginald Rose: Tizenkét dühös ember
- Borgia főpap, Németh László: Gelilei
- Torda, a táltos, Szörényi-Bródy: István, a király
- Lanzalo Gobbo, Shakespeare: A velencei kalmár
- Don Gusman de Hübele, Beaumarchas: Figaro házassága
- Teiresziász, Szophoklész: Antigoné
- Júdás, Schwartz-Green-Tebelak: Godspell
- Vackor, Shakespeare: Szentivánéji álom
- Cervantes-Don Quijote, Leig-Wasserman: La Mancha lovagja
- Magyarországi látogató, Németh László: Széchényi

## Filmjei
- Fuss, hogy utolérjenek! (1972, rendező: Keleti Márton) – Fuvolás
- Tisztesség, becsület (1972, rendező: Horváth Tibor) – Jánku
- Pirx kalandjai – Vikend a Marson (1973, rendező: Kazán István, Rajnai András)
- A törökfejes kopja (1973, rendező: Zsurzs Éva) – Menyhért
- Kenyér és cigaretta (1975, rendező: Csányi Miklós) – Zotyó
- Bach Arnstadtban (1975, rendező, Katkics Ilona) – Gimnazista
- Giordano Bruno megkísértése (1975, rendező: Kabay Barna)
- Gazdag szegények (1980, rendező: Karinthy Márton)
- Elveszett illúziók (1982, rendező: Gazdag Gyula) – Keresztes Mihály
- Rest Miska (1982, rendező: Csányi Miklós) – Miska
- A hét varázsdoboz (1985, rendező: Babiczky László) – Hisziapiszi
- Parancsra tettem (1984, rendező: Hajdufy Miklós)
- Aranyidő (1987, rendező: Katkics Ilona)
- Főúr, írja a többihez (1989, rendező: Babiczky László)
- Eszmélet (1989, rendező: Madaras József) – Dr. Bak

## Főbb rendezései
- Horváth Péter: Kamarambó, a senki fia
- Petőfi Sándor: A helység kalapácsa
- Valéry: A lélek és a tánc
- Mrożek: Ház a határon
- Csokonai: Karnyóné szerelme
- Sultz Sándor: Barátaim, kannibálok
- Remenyik Zsigmond: Kard és kocka
- Kovács Attila-Asztalos István: Szellőjáró köpönyeg
- Dosztojevszkij: Egérlyuk
- Dunai Ferenc: Párhuzamos pofonok
- Határ Győző: Elefántcsorda
- Szép Ernő: Kávécsarnok
- Tamási Áron: Tündöklő Jeromos
- Bródy Sándor. A tanítónő
- Shakespeare: Othello

## Zenekari tagságai
Alapítója, zeneszerzője, szövegírója és énekese volt a Topó Neurock Társulatnak (1982–92), majd a TOPÓ HUNGAROCK TRUPP-nak (1994–96).

### Lemezei
- FURNÉR 1 – a „Kenyai Hanglemezgyártó Vállalat felvételei alapján (szegény)házi kiadásban”, 1987
- AZ ÖRDÖG NEM ALSZIK – az Automex és a Kerorg Kft. kiadásában az első magyar rockzenei CD-R,OM 1995
- TOPÓ NEUROCK TÁRSULAT – A MI FORRADALMUNK – '89 KARÁCSONY – restaurált koncertfelvétel a CrossRoads Records Kiadásában, 2005

## Díjai, elismerései
- Rajz János-díj (1986)
- Jászai Mari-díj (1988)
- Tamási Áron-díj (1995)

## Emlékezete
- A Magyar Rádió SZÍNÉSZMÚZEUM című sorozatának emlékműsora: NYISD KI APÁM A KAPUDAT – IVÁNKA CSABA SZEREPEIBŐL PAPP ZOLTÁN VÁLOGAT. Sorozatszerkesztő: Sződy Szilárd.
- Kisfaludy András dokumentumfilmje: NEUROCK – IVÁNKA CSABA EMLÉKÉNEK – 1989-2001. Operatőr: Sasvári Lajos – Szereplők: Ivánka Csaba, Hollósi Frigyes, Kézdy György, Kerényi Imre, Lázár Kati, Mácsai Pál, Nagy Árpád, Papadimutriu Athina, Papp Zoltán, Rubold Ödön, Vas Zoltán Iván, Bartos Zsóka, és a zenésztársak közül: Lakatos Bétoven Dezső, Merena Sándor, Patai Tamás.
- Az emlékére 2000-ben létrehozott alapítvány kuratóriuma évente Ivánka Csaba-díjat adományoz.